# カドルナ駅
カドルナ (Cadorna FNM) は、ミラノ地下鉄のLinea 1の駅である。駅は1964年に開業した。1978年から駅はLinea 2との乗換駅となり、ポルタ・ジェノヴァ方面が接続する1983年までは南端の始発駅として機能していた。
駅はミラノ市内、鉄道駅のミラノ・カドルナの駅前にあるルイージ・カドルナ広場の地下にある。
この駅はミラノ地下鉄の市内区間にある。